# مانوویتسه

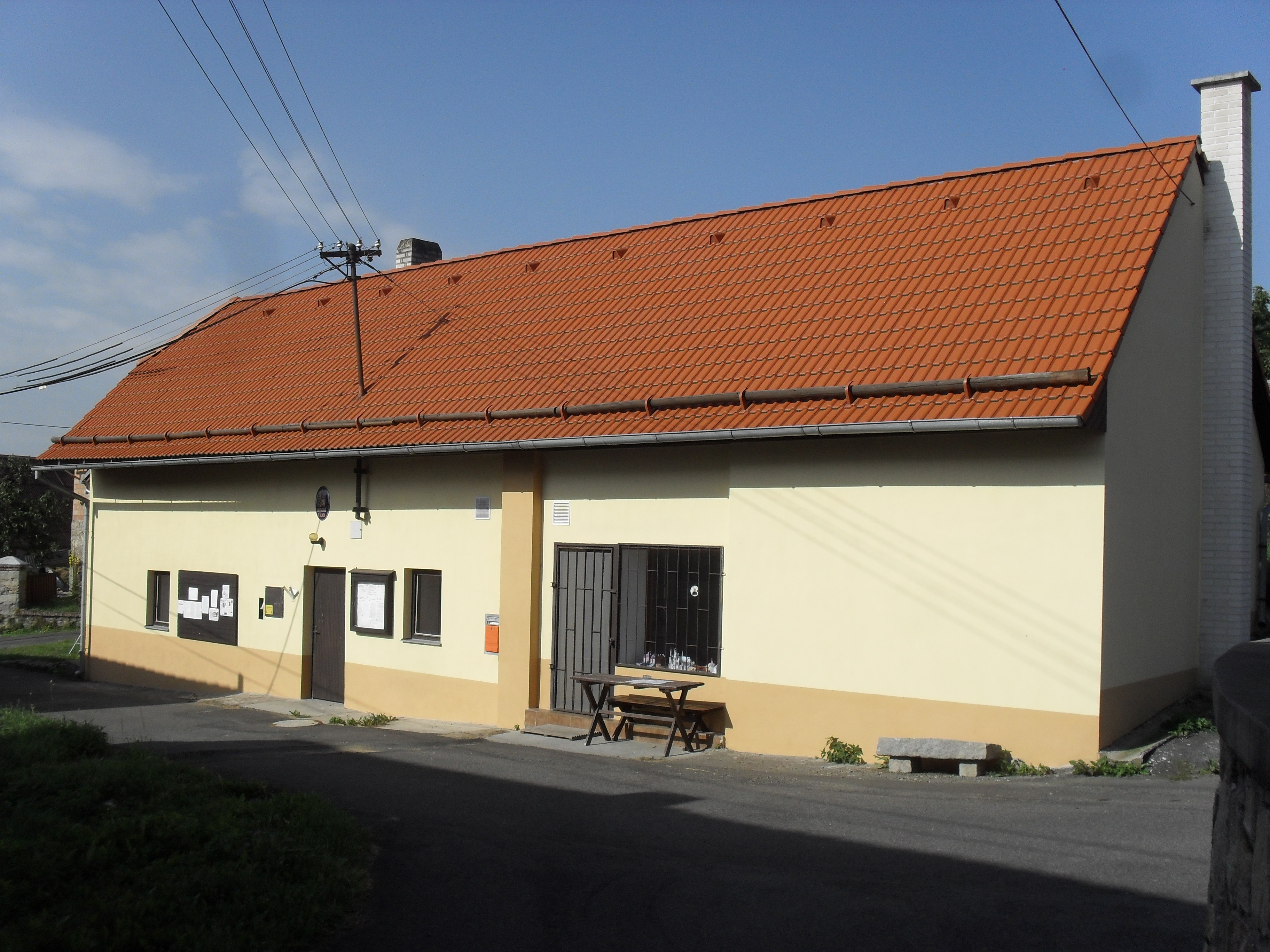
این عکس خانه ای در منطقه مانوویتسه است.

مانوویتسه (به چکی: Maňovice) یک منطقهٔ مسکونی در جمهوری چک است که در ناحیه کلاتووی واقع شده‌است. مانوویتسه ۲٫۸۳ کیلومتر مربع مساحت و ۴۴ نفر جمعیت دارد و ۵۲۰ متر بالاتر از سطح دریا واقع شده‌است.